# Perlucidus

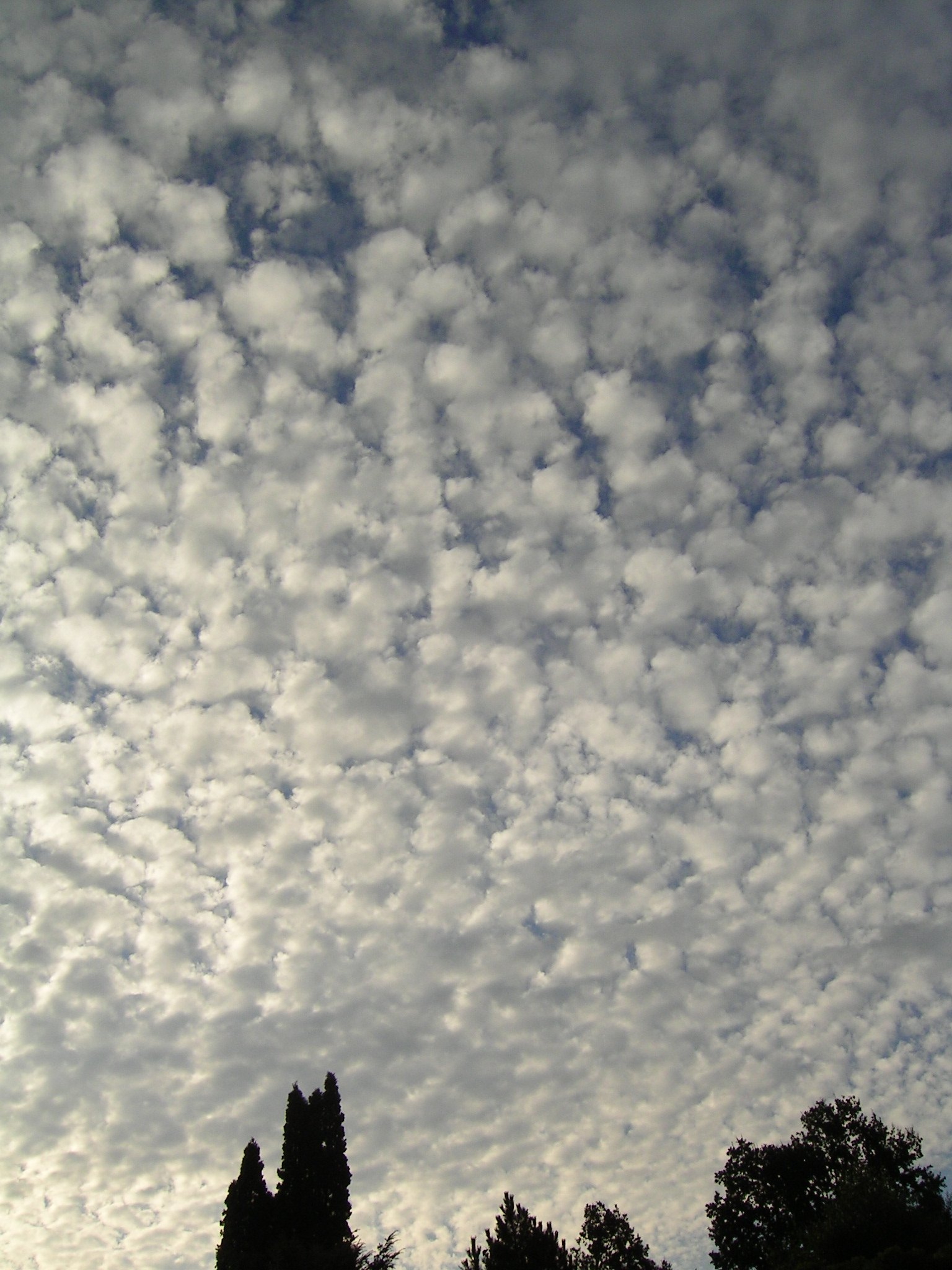
Altocumulus stratiformis perlucidus

perlucidus (pe) (łac. przezroczysty, bardzo jasny) – odmiana chmur. Występuje w postaci rozległych ławic, warstw i płatów. Pomiędzy członami, z których się składa występują wyraźne, choć niekiedy bardzo niewielkie przerwy. Przez te przerwy widoczne mogą być Słońce, Księżyc, błękit nieba lub wyżej położone chmury. Określenie perlucidus odnosi się do chmur Altocumulus i Stratocumulus. Odmiany perlucidus i opacus wzajemnie się wykluczają.

## Odmiana perlucidus według międzynarodowego atlasu chmur (1956)
Rozległa ławica, płat lub warstwa chmur o wyraźnych czasem bardzo małych przerwach pomiędzy ich członami. Przez te przerwy są widoczne Słońce, księżyc, błękit nieba lub wyżej położone chmury.

Określenie to odnosi się do chmur Altocumulus i stratocumulus.